# Gouvernement Abdoulaye Maïga
République du Mali
C.K. Maïga 
Le gouvernement Abdoulaye Maïga est le gouvernement de la république du Mali en fonction depuis le 21 novembre 2024.

## Historique du mandat
Dirigé par le Premier ministre Abdoulaye Maïga, il succède au Choguel Kokalla Maïga.

## Composition
| Portefeuille                                                                                            | Titulaire | Titulaire                   | Parti      |
| --- | --------- | --------------------------- | ---------- |
| Premier ministre Ministre de l'Administration territoriale et de la Décentralisation                    |           | Abdoulaye Maïga             | Militaire  |
| Ministre de la Défense et Anciens combattants                                                           |           | Sadio Camara                | Militaire  |
| Ministre de la Justice                                                                                  |           | Mamadou Kassogué            | SE         |
| Ministre de la Refondation de l'Etat, chargé des relations avec les institutions                        |           | Bakary Traoré               |            |
| Ministre de la Sécurité et de la Protection civile                                                      |           | Daouda Aly Mohammedine      | Militaire  |
| Ministre de la Réconciliation nationale                                                                 |           | Ismaël Wagué                | Militaire  |
| Ministre des Transports et des Infrastructures                                                          |           | Dembéle Madina Sissoko      | SE         |
| Ministre des Affaires étrangères et de la Coopération internationale                                    |           | Abdoulaye Diop              | SE         |
| Ministre de l'Économie et des Finances                                                                  |           | Alfousseyni Sanou           | SE         |
| Ministre de l'Éducation nationale                                                                       |           | Amadou Sy Savané            |            |
| Ministre de l'Enseignement supérieur et de la Recherche scientifique                                    |           | Bouréma Kansaye             |            |
| Ministre des Mines                                                                                      |           | Amadou Keita                |            |
| Ministre de l'Énergie et de l'Eau                                                                       |           | Boubacar Diané              |            |
| Ministre de la Santé et du Développement social                                                         |           | Assa Badiallo Touré         | Militaire  |
| Ministre du Travail et de la Fonction publique et du dialogue social                                    |           | Fassoun Coulibaly           |            |
| Ministre de la Jeunesse et des Sports, chargé de l’Instruction civique et de la Construction citoyenne  |           | Abdoul Kassim Ibrahim Fomba |            |
| Ministre des Maliens établis à l’extérieur et de l’intégration africaine                                |           | Moussa Ag Attaher           | SE         |
| Ministre de l'Agriculture                                                                               |           | Daniel Siméon Kelema        |            |
| Ministre de l'Entreprenariat national, de l'Emploi et de la Formation professionnelle                   |           | Oumou Sall Seck             |            |
| Ministre de la Promotion de la femme, de l'Enfant et de la Famille                                      |           | Djénéba Sanogo              | SE         |
| Ministre de l'Industrie et du Commerce                                                                  |           | Moussa Alassane Diallo      | SE         |
| Ministre de l'Urbanisme, de l'Habitat, des Domaines, de l’Aménagement du Territoire et de la Population |           | Imirane Abdoulaye Touré     |            |
| Ministre de l'Environnement, de l'Assainissement et du Développement durable                            |           | Mariama Tangara             |            |
| Ministre de la Communication, de l'Économie numérique et de la Modernisation de l'Administration        |           | Alhamdou Ag Ilyene          |            |
| Ministre l’Artisanat, de la Culture, de l’Industrie hôtelière et du Tourisme                            |           | Mamoudou Daffé              |            |
| Ministre des Affaires religieuse, du Culte et des coutumes                                              |           | Mahamadou Koné              | SE         |
| Ministre de l'Élevage et de la Pêche                                                                    |           | Youba Ba                    | ADP-Maliba |
| Ministre délégué auprès du Premier ministre, chargé des Réformes politique et institutionnelles         |           | Mamani Nassiré              | SE         |